# GHC Junior Heavyweight Championship
Le Global Honored Crown (GHC) Junior Heavyweight Championship est un titre de catch, actuellement utilisé par la fédération Pro Wrestling NOAH. Il a été créé par la NOAH en 2001, pour les catcheurs pesant moins de 100 kg, lorsque Yoshinobu Kanemaru bat Juventud Guerrera en finale du tournoi inaugural le 24 juin. 
À l'heure actuelle le titre connait 56 règnes pour un total de 27 champions et a été vacant à 4 reprises. 

## Historique des règnes
| #   | Champion             | Règne | Date               | Jours     | Lieu             | Événement                                                        | Notes                                                                                   |
| --- | -------------------- | ----- | ------------------ | --------- | ---------------- | ---------------------------------------------------------------- | --------------------------------------------------------------------------------------- |
| 1.  | Yoshinobu Kanemaru   | 1er   | 24 juin 2001       | 117 jours | Nagoya, Japon    | Navigation to the bright Destination - Day 10                    | Bat en finale du tournoi Juventud Guerrera et devient le premier champion.              |
| 2.  | Tatsuhito Takaiwa    | 1er   | 19 octobre 2001    | 51 jours  | Yokohama, Japon  | Tug of War 2001 - Day 10                                         |                                                                                         |
| 3.  | Naomichi Marufuji    | 1er   | 9 décembre 2001    | 119 jours | Tokyo, Japon     | Navigation in raging Ocean 2001 - Day 14                         |                                                                                         |
| 4.  | Makoto Hashi (en)    | 1er   | 7 avril 2002       | 1 jours   | Tokyo, Japon     | Encountering Navigation 2002 - Day 16 - Come and watch in Ariake |                                                                                         |
| _   | Vacant               | _     | 8 avril 2002       | _         | Tokyo, Japon     | _                                                                | Makoto Hashi refuse le titre après avoir battu Marufuji par décision arbitrale.         |
| 5.  | Yoshinobu Kanemaru   | 2e    | 26 mai 2002        | 308 jours | Sapporo, Japon   | Navigation with Breeze tour                                      | Bat KENTA en finale d'un tournoi pour le titre vacant.                                  |
| 6.  | Michael Modest (en)  | 1er   | 30 mars 2003       | 166 jours | Fukuoka, Japon   | Encountering Navigation tour                                     |                                                                                         |
| 7.  | Takashi Sugiura      | 1er   | 12 septembre 2003  | 114 jours | Tokyo, Japon     | Navigation Over the Date Line tour                               |                                                                                         |
| 8.  | Jushin Thunder Liger | 1er   | 4 janvier 2004     | 188 jours | Tokyo, Japon     | Wrestling World 2004                                             | Lors d'un show de la New Japan Pro Wrestling.                                           |
| 9.  | Yoshinobu Kanemaru   | 3e    | 10 juillet 2004    | 373 jours | Tokyo, Japon     | Departure                                                        |                                                                                         |
| 10. | KENTA                | 1er   | 18 juillet 2005    | 321 jours | Tokyo, Japon     | Destiny                                                          |                                                                                         |
| 11. | Takashi Sugiura      | 2e    | 4 juin 2006        | 202 jours | Sapporo, Japon   | Northern Navigation tour                                         |                                                                                         |
| 12. | Tatsuhito Takaiwa    | 2e    | 23 décembre 2006   | 126 jours | Tokyo, Japon     | SEMful Gift in Differ                                            |                                                                                         |
| 13. | Mushiking Terry      | 1er   | 28 avril 2007      | 182 jours | Tokyo, Japon     | Spring Navigation tour                                           |                                                                                         |
| 14. | Yoshinobu Kanemaru   | 4e    | 27 octobre 2007    | 323 jours | Tokyo, Japon     | Autumn Navigation tour                                           |                                                                                         |
| 15. | Bryan Danielson      | 1er   | 14 septembre 2008  | 29 jours  | Tokyo, Japon     | The Tokyo Summit                                                 | Lors d'un show de la Ring of Honor                                                      |
| 16. | KENTA                | 2e    | 13 octobre 2008    | 121 jours | Hiroshima, Japon | Autumn Navigation tour                                           |                                                                                         |
| 17. | Katsuhiko Nakajima   | 1er   | 11 février 2009    | 18 jours  | Tokyo, Japon     | Take the Dream Vol. 7                                            |                                                                                         |
| 18. | KENTA                | 3e    | 1 mars 2009        | 243 jours | Tokyo, Japon     | Second Navigation tour                                           |                                                                                         |
| _   | Vacant               | _     | 30 octobre 2009    | _         | _                | _                                                                | À la suite d'une blessure au genou.                                                     |
| 19. | Yoshinobu Kanemaru   | 5e    | 31 octobre 2009    | 400 jours | Tokyo, Japon     | Autumn Navigation tour                                           | Bat Jushin Thunder Liger en finale de la Jr. Heavyweight League.                        |
| 20. | Kotaro Suzuki        | 2e    | 5 décembre 2010    | 292 jours | Tokyo, Japon     | Winter Navigation tour                                           |                                                                                         |
| 21. | Katsuhiko Nakajima   | 2e    | 23 septembre 2011  | 9 jours   | Tokyo, Japon     | Shiny Navigation tour                                            |                                                                                         |
| _   | Vacant               | _     | 2 octobre 2011     | _         | _                | _                                                                | Après avoir été opéré de l'appendicite.                                                 |
| 22. | Ricky Marvin         | 1er   | 16 octobre 2011    | 0 jour    | Tokyo, Japon     | Navigation Sunday 2011 in Korakuen                               | En battant Satoshi Kajiwara.                                                            |
| _   | Vacant               | _     | 16 octobre 2011    | _         | _                | _                                                                | Rend le titre vacant car il désire le prendre des mains de Katsuhiko Nakajima.          |
| 23. | Katsuhiko Nakajima   | 3e    | 27 novembre 2011   | 164 jours | Tokyo, Japon     | Great Voyage 2011 in Tokyo Vol. 4.                               | En battant Ricky Marvin.                                                                |
| 24. | Yoshinobu Kanemaru   | 6e    | 9 mai 2012         | 143 jours | Tokyo, Japon     | The Navigation in May 2012 tour                                  |                                                                                         |
| 25. | Shuji Kondo          | 1er   | 29 septembre 2012  | 120 jours | Tokyo, Japon     | The Navigation Saturday 2012 in Korakuen                         |                                                                                         |
| 26. | Taiji Ishimori       | 1er   | 27 janvier 2013    | 405 jours | Osaka, Japon     | Great Voyage 2013 in Osaka.                                      | Plus long règne.                                                                        |
| 27. | Daisuke Harada       | 1er   | 8 mars 2014        | 273 jours | Tokyo, Japon     | Great Voyage 2014 in Tokyo.                                      |                                                                                         |
| 28. | Atsushi Kotoge       | 1er   | 6 décembre 2014    | 99 jours  | Tokyo, Japon     | Great Voyage 2014 in Tokyo Vol. 3.                               |                                                                                         |
| 29. | Taichi Ishikari      | 1er   | 15 mars 2015       | 283 jours | Tokyo, Japon     | Great Voyage 2015 in Tokyo.                                      |                                                                                         |
| 30. | Taiji Ishimori       | 2e    | 27 janvier 2016    | 28 jours  | Tokyo, Japon     | Destiny 2015..                                                   |                                                                                         |
| 31. | Yoshinobu Kanemaru   | 7e    | 24 février 2016    | 212 jours | Tokyo, Japon     | The Second Navigation 2016..                                     |                                                                                         |
| 32. | Atsushi Kotoge       | 2e    | 23 septembre 2016  | 94 jours  | Tokyo, Japon     | Shiny Navig. 2016..                                              |                                                                                         |
| _   | Vacant               | _     | 26 décembre 2016   | _         | _                | _                                                                | Rend le titre vacant à la suite de son désir de rejoindre la division des poids lourds. |
| 33. | Hajime Ohara         | 1er   | 7 janvier 2017     | 140 jours | Tokyo, Japon     | The First Navig. 2017                                            | Bat Taiji Ishimori et remporte le titre vacant.                                         |
| 34. | Hayata               | 1er   | 27 mai 2017        | 29 jours  | Osaka, Japon     | Navig. with Breeze 2017                                          | .                                                                                       |
| 35. | Taiji Ishimori       | 3e    | 25 juin 2017       | 98 jours  | Kōriyama, Japon  | Great Voyage 2017 in Fukushima                                   | .                                                                                       |
| 36. | Daisuke Harada       | 2e    | 1 octobre 2017     | 394 jours | Yokohama, Japon  | Great Voyage 2017 in Yokohama Vol. 2                             | .                                                                                       |
| 37. | Kotarō Suzuki        | 3e    | 30 octobre 2018    | 47 jours  | Tokyo, Japon     | Global League 2018 - Day 1                                       | .                                                                                       |
| 38. | Daisuke Harada       | 3e    | 16 décembre 2018   | 84 jours  | Yokohama, Japon  | Great Voyage in Yokohama Vol. 2                                  | .                                                                                       |
| 39. | Minoru Tanaka        | 1er   | 10 mars 2019       | 147 jours | Yokohama, Japon  | Great Voyage 2019 in Yokohama                                    | .                                                                                       |
| 40. | Hayata               | 2e    | 4 août 2019        | 153 jours | Yokohama, Japon  | Great Voyage 2019 in Yokohama                                    | .                                                                                       |
| 41. | Yoshinari Ogawa      | 1er   | 4 janvier 2020     | 106 jours | Tokyo, Japon     | New Sunrise                                                      | ,.                                                                                      |
| 42. | Kotarō Suzuki        | 4e    | 19 avril 2020      | 203 jours | Tokyo, Japon     | NOAH the Spirit                                                  | ,.                                                                                      |
| 43. | Daisuke Harada       | 4e    | 8 novembre 2020    | 96 jours  | Tokyo, Japon     | NOAH Premium Prelude 2020                                        | .                                                                                       |
| 44. | Seiki Yoshioka       | 1er   | 12 février 2021    | 30 jours  | Tokyo, Japon     | NOAH Destination 2021 ~ Back To Budokan ~                        | ,.                                                                                      |
| 45. | Atsushi Kotoge       | 3e    | 14 mars 2021       | 105 jours | Fukuoka, Japon   | NOAH Great Voyage 2021 in Fukuoka ~                              | ,.                                                                                      |
| 46. | Hayata               | 3e    | 27 juin 2021       | 197 jours | Fukuoka, Japon   | NOAH Muta The World                                              | .                                                                                       |
| 47. | Daisuke Harada       | 5e    | 10 janvier 2022    | 62 jours  | Yokohama, Japon  | NOAH N Innovation U-Cup                                          | [ 34 ]                                                                                  |
| 48. | Eita                 | 1er   | 13 mars 2022       | 47 jours  | Yokohama, Japon  | NOAH Great Voyage in Yokohama                                    | [ 35 ]                                                                                  |
| 49. | Hayata               | 4e    | 29 avril 2022      | 184 jours | Tokyo, Japon     | NOAH Majestic 2022 - N Innovation                                | [ 36 ]                                                                                  |
| 50. | Ninja Mack (en)      | 1er   | 30 octobre 2022    | 11 jours  | Tokyo, Japon     | NOAH Ariake Triumph - The Return                                 | [ 37 ]                                                                                  |
| 51. | Dante Leon (en)      | 1er   | 10 novembre 2022   | 43 jours  | Tokyo, Japon     | NOAH Global Honored Crown                                        | [ 38 ]                                                                                  |
| 52. | Amakusa (en)         | 1er   | 23 décembre 2022   | 114 jours | Tokyo, Japon     | NOAH N Innovation                                                | [ 39 ]                                                                                  |
| 53. | Hayata               | 5e    | 16 avril 2023      | 203 jours | Sendai, Japon    | NOAH Green Journey In Sendai 2023                                | [ 40 ]                                                                                  |
| 54. | Daga                 | 1er   | 5 novembre 2023    | 251 jours | Niigata, Japon   | NOAH Demolition Stage 2023 In Niigata                            | [ 41 ]                                                                                  |
| 55. | Amakusa (en)         | 2e    | 13 juillet 2024    | 50 jours  | Tokyo, Japon     | NOAH Destination 2024                                            | [ 42 ]                                                                                  |
| 56. | Daga                 | 2e    | 1er septembre 2024 | 194 jours | Osaka, Japon     | NOAH N-1 Victory 2024                                            | [ 43 ]                                                                                  |

## Règnes combinés

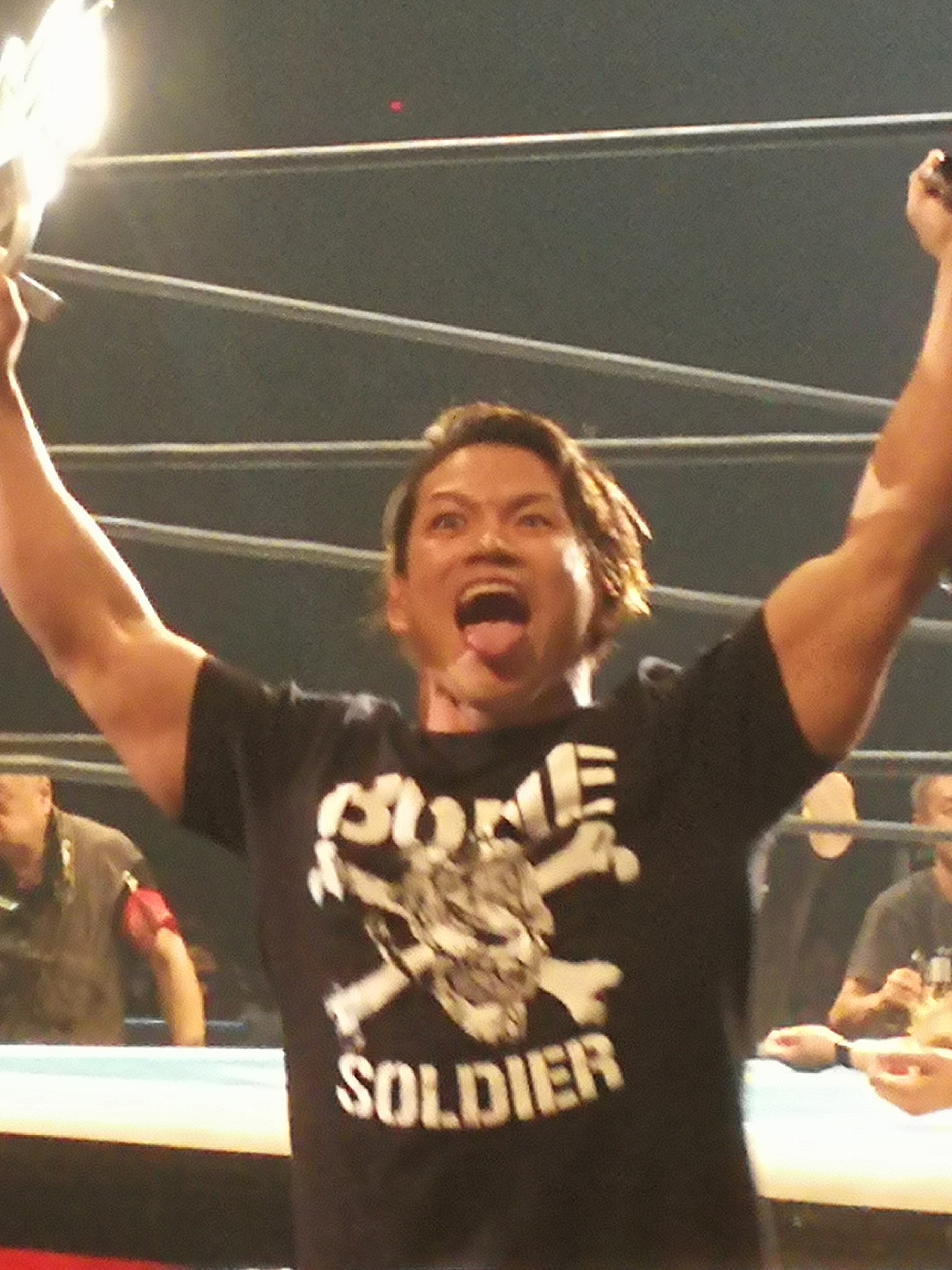
3 fois et record du plus long règne avec 405 jours en tant que Champion, Taiji Ishimori

Au 14 mars 2025
| Rang | Catcheur             | Règnes | Jours combinés |
| ---- | -------------------- | ------ | -------------- |
| 1.   | Yoshinobu Kanemaru   | 7      | 1876           |
| 2.   | Daisuke Harada       | 5      | 909            |
| 3.   | Hayata               | 5      | 765            |
| 4.   | Kotarō Suzuki        | 4      | 724            |
| 5.   | KENTA                | 3      | 685            |
| 6.   | Taiji Ishimori       | 3      | 566            |
| 7.   | Takashi Sugiura      | 2      | 316            |
| 8.   | Atsushi Kotoge       | 3      | 298            |
| 9.   | Taichi Ishikari      | 1      | 283            |
| 10.  | Daga                 | 2      | 445            |
| 11.  | Katsuhiko Nakajima   | 3      | 191            |
| 12.  | Jushin Thunder Liger | 1      | 188            |
| 13.  | Tatsuhito Takaiwa    | 2      | 177            |
| 14.  | Micheal Modest (en)  | 1      | 166            |
| 15.  | Amakusa (en)         | 2      | 164            |
| 16.  | Minoru Tanaka        | 1      | 147            |
| 17.  | Hajime Ohara         | 2      | 140            |
| 18.  | Shūji Kondō          | 1      | 120            |
| 19.  | Naomichi Marufuji    | 1      | 119            |
| 20.  | Yoshinari Ogawa      | 1      | 106            |
| 21.  | Eita                 | 1      | 47             |
| 22.  | Dante Leon (en)      | 1      | 43             |
| 23.  | Seiki Yoshioka       | 1      | 30             |
| 24.  | Bryan Danielson      | 1      | 29             |
| 25.  | Ninja Mack (en)      | 1      | 11             |
| 26.  | Makoto Hashi (en)    | 1      | 1              |
| 27.  | Ricky Marvin         | 1      | <1             |